# If I Was Your Vampire
«If I Was Your Vampire» (с англ. — «Если бы я был твоим вампиром») — песня американской рок-группы Marilyn Manson. Это первый трек с альбома Eat Me, Drink Me. Мэрилин Мэнсон написал песню на Рождество в 2006 году. Песня была загружена на странице Мэнсона на MySpace 16 апреля 2007 года и была официально выпущена 5 июня 2007 года на альбоме.
Альбомная версия песни «If I Was Your Vampire» была включена в саундтрек к фильму «Вампирский засос».

## История создания

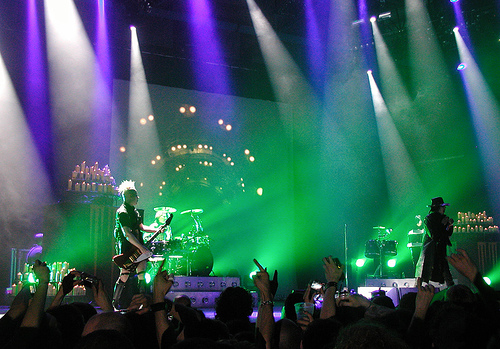
Группа Marilyn Manson исполняет «If I Was Your Vampire» в эпоху Eat Me, Drink Me в 2007 году

Вдохновение на написание песни пришла Мэрилину Мэнсону пришла из болезненного опыта в жизни фронтмена, а именно связанное со своеобразной преданностью близкого друга: 

Она взяла мясницкий нож и сказала: «Вот, ты можешь заколоть меня». Когда кто-то был готов утонуть вместе со мной, я действительно больше не хотел тонуть.
В интервью журналу Revolver Мэнсон сказал: «Это центральная часть альбома, я проснулся в рождественский день и написал её. Это своего рода моя фантазия о желании умереть».
Использование термина «vampire» (с англ. — «вампир») было навеяно после просмотра Мэнсоном кинофильма «Голод» 1983 года с Дэвидом Боуи в главной роли. Рабочее название песни изначально было «I’m Not Your Vampire» (с англ. — «Я не твой вампир»). Мэнсон также назвал его «новый „Bela Lugosi's Dead“. Это небывалый готический гимн».

## Композиция
Данная песня открывает альбом. Выполнена она индастриал-готическом стиле. Тихие звенящие гитары компенсируются тяжёлыми барабанами, что в музыкальном плане обязано музыкальному коллективу Sisters of Mercy не меньше, чем Nine Inch Nails. И текст песни в такой же степени в стиле Bauhaus, как и Ministry, с упоминанием «blood-stained sheets in the shape of your heart» (с англ. — «окровавленных простыней в форме твоего сердца»). Величественно было бы по-другому описать это, поскольку, пропитанный лишённой иронии страстью, Мэнсон интонирует «Beyond the pale/ Everything is black/ No turning back» (с англ. — «За гранью дозволенного / Все черно / Пути назад нет»).

## Выпуск и продвижение
15 апреля 2007 года на странице Мэрилина Мэнсона в Myspace, управляемой Interscope Records, появилась рекламная обложка. На следующий день «If I Was Your Vampire» была добавлена в проигрыватель в качестве «Сингла недели» на Myspace Music.